# Büssing D2U
Le Büssing D2U était un autobus à impériale conçu par la compagnie des transports urbains de Berlin Ouest, le BVG et produit par les carrossiers berlinois Gaubschat, O & K et D.W.M., sur un châssis Büssing de 1951 à 1964. C'est l'autobus à impériale berlinois le plus typique de l'après-guerre.

## Histoire
En 1951, le BVG a conçu et fait construire un prototype d'autobus à impériale à cabine avancée, sur la base d'un châssis Büssing avec une carrosserie autoportante. Le moteur était placé sous le plancher. Cet autobus tranchait définitivement avec l'ancienne génération avec un long capot moteur à l'avant du véhicule. Il conservait, par contre, la grande plate-forme arrière, typique des autobus de la capitale allemande.
Le BVG a fait construire 930 exemplaires du D2U à deux essieux de 1951 à 1964 et 39 exemplaires du D3U à trois essieux en 1952. Tous les exemplaires ont été équipés du même moteur Büssing U10 de 9;850 cm3 développant 150 ch DIN. Jusqu'en 1956, ils étaient équipés d'une boîte de vitesses manuelle non synchronisée à 5 rapports Büssing 5 GSN. Les premiers exemplaires à pouvoir bénéficier d'une boîte automatique Voith Diwabus 200S à 2 vitesses sont apparus à partir de 1958, ce qui a considérablement amélioré les conditions de travail des conducteurs. Ce n'est qu'à partir de 1963 que la plate-forme arrière ouverte a été fermée en raison du nombre important d'accidents de passagers.
À l'époque, la gestion des véhicules urbains s'effectuait avec un conducteur et un receveur. Le BVG n'installait pas de poste fixe pour le receveur qui devait naviguer en permanence pour vendre et valider les billets de transport auprès des passagers. Il devait aussi informer les passagers du prochain arrêt, le demander au besoin au conducteur, ouvrir les portes, les refermer et demander le départ. 
Répartition des 930 voitures construites en 14 ans :
- D2U 51 : prototype voiture N° 700
- D2U 52 : voitures N° 701 à 770
- D2U 53 : voitures N° 771 à 790
- D2U 54 : voitures N° 699 & 791 à 910
- D2U 55 : voitures N° 911 à 999, 1001 à 1113
- D2U 56 : voitures N° 1114 à 1252
- D2U 58 : voitures N° 1253 à 1340
- D2U 59 : voitures N° 1341 à 1384
- D2U 60 : voitures N° 1385 à 1424
- D2U 61 : voitures N° 1425 à 1534
- D2U 63 : voitures N° 1535 à 1549
- D2U 64 : voitures N° 1550 à 1629.

Lorsque cette série a été radiée en 1978, plusieurs exemplaires montraient au compteur 1,2 million de kilomètres parcourus, après 17 années de service. La série Büssing D2U a été remplacée par la série Büssing SE en 1974.